# Camponotus declivus
Camponotus declivus é uma espécie de inseto do gênero Camponotus, pertencente à família Formicidae.